# Georges Philippar
 (mai 2014).
Si vous disposez d'ouvrages ou d'articles de référence ou si vous connaissez des sites web de qualité traitant du thème abordé ici, merci de compléter l'article en donnant les références utiles à sa vérifiabilité et en les liant à la section « Notes et références ».
Pour les articles homonymes, voir Georges Philippar (armateur) et Philippar.
| \| Localisation du naufrage du Georges Phillipar, au large de l'actuel Yémen. · 304 \| Localisation du naufrage du Georges Phillipar, au large de l'actuel Yémen. |
| Localisation du naufrage du Georges Phillipar, au large de l'actuel Yémen. · 304                                                                                  |

Le Georges Philippar est un paquebot français lancé le 6 novembre 1930 à Saint-Nazaire. Appartenant à la Compagnie des messageries maritimes, il est affecté au transport de passagers sur les lignes d'Extrême-Orient. Considéré comme moderne lors de son lancement, il est le sister-ship des paquebots Félix Roussel (lancé en 1929) et Aramis.
Il prend feu dans la nuit du 16 au 17 mai 1932 puis coule au large d'Aden (actuel Yémen) lors du retour de son voyage inaugural au Japon et en Chine. L’incendie entraine la mort de cinquante-quatre personnes dont le journaliste Albert Londres.

## Historique

### Origine du nom
Ce paquebot reçoit le nom de Georges Philippar, alors président de la Compagnie des messageries maritimes. Dans la marine marchande (voir, par exemple, le pétrolier Pierre Guillaumat) l'usage autorise à donner le nom d'un navire du vivant de la personne, contrairement à l'usage dans la marine nationale.[réf. nécessaire]

### Caractéristiques techniques
Équipé de deux moteurs diesel Sulzer Diesel de 10 cylindres deux temps, deux hélices et deux cheminées carrées (plaisamment surnommées « jardinières de fleurs » par les matelots), il file à 16 nœuds.
La propulsion Diesel est une nouveauté à cette époque et, pour la faire accepter dans l'opinion, Georges Philippar crée un terme publicitaire moins allemand et plus latinisant pour désigner ce navire et ses sister-ships : les nautonaphtes.
L'installation électrique est en 220 volts à courant continu, avec mise à la masse par la coque (tension élevée pour l'époque et pour du continu).
Elle est source d'incidents dès le chantier et durant toute la traversée inaugurale aller, de Marseille vers la Chine (échauffements, débuts d'incendie, courts-circuits, nettement minimisés par le commandant Vicq dans son rapport de mer pour des questions d'assurance, mais confirmés par les électriciens du bord et les ouvriers des Chantiers de l'Atlantique).

### Décoration
Parmi les artistes ayant participé à la décoration de ce paquebot, le peintre de la marine Mathurin Méheut réalise une peinture représentant Un faon avec un cerf et une biche, couchés dans un sous-bois.
La décoration, très luxueuse, utilise beaucoup de lambris en bois exotiques et le grand escalier, essentiel pour l'évacuation, est aussi en bois, verni à la cellulose (très inflammable) ; les câbles électriques sont dissimulés derrière les boiseries.

### Le naufrage
Parti du Japon vers l'Europe, de retour de son voyage inaugural, il transporte 767 passagers et 253 membres d'équipage. Alors qu'il quitte les eaux de l'océan Indien pour entrer dans le golfe d'Aden, le 16 mai 1932, aux environs de 2 h 10, une passagère aperçoit de la fumée sortir de la cabine numéro 6. L'officier de quart, après avoir prévenu le commandant, tente d'éteindre le feu avec un extincteur. Quand il se rend compte de son impuissance à maîtriser le sinistre, il est déjà trop tard. Le vent aidant, le foyer se révéle trop important.
Le commandant décide alors de fermer les portes étanches ; mais sa décision, trop rapide, avant évacuation, laisse 54 passagers prisonniers, notamment le célèbre journaliste Albert Londres. Ne pouvant s'échapper, ils meurent brûlés vifs ou asphyxiés. 
Les autres passagers sont évacués dans l'ordre ; 713 passagers parviennent à quitter le navire en feu dans les canots de sauvetage dont 420 sont recueillis par le pérrolier soviétique Sovietskaia Neft et transférés sur le paquebot des Messageries maritimes André Lebon, 129 par le cargo britannique Contractor et 149 par le cargo britannique Mahsud .
Le paquebot coule quelques jours après, au large du cap Guardafui, dans le golfe d'Aden.
Une thèse alternative soutient que le commandant aurait décidé d'échouer le navire et le fit accélérer, ce qui eut pour conséquence d'attiser le foyer. Albert Londres serait mort noyé, en s'échappant par un hublot.
L'enquête conclut que l'incendie avait pour origine un court-circuit qui avait pris naissance dans un câble électrique dissimulé derrière la cloison en bois d'une cabine. Toutefois, l'enquête n'empêche pas les rumeurs. Certains journaux de droite soupçonnent la main de Moscou. À l'extrême droite, on évoque, contre l'évidence, le rôle qu'auraient pu jouer les époux Lang-Willar, pourtant amis du grand reporter, qui l'accompagnaient dans cette traversée. D'autres imputent à la mafia asiatique cet acte criminel (ayant pour but de tuer Albert Londres, qui rapportait de Shanghai un reportage sans doute explosif). 
La compagnie des Messageries maritimes restera toujours très discrète sur le drame du Georges Philippar.
Beaucoup de théories du complot évoquent le sabotage lié à ces révélations potentielles d'Albert Londres sur le trafic de stupéfiants et les menées japonaises en Chine. Cependant, les incendies de paquebots de luxe sont assez courants à l'époque, surtout en France, qui, à cette époque, boycotte les normes de sécurité anglo-saxonnes de la convention SOLAS. Pour ne citer que les plus importants : L'Atlantique (compagnie de navigation Sud-Atlantique), ou le Paris (Compagnie générale transatlantique), le Paul Lecat (Messageries maritimes, remplacé précisément par le Georges Philippar).